# Nokia N95
L'N95 è uno smartphone del 2007 prodotto dalla Nokia, fa parte della categoria di dispositivi denominata Nseries dal produttore.

## Caratteristiche principali

### In generale
Questo leggero smartphone si caratterizza per l'elevata compattezza e per le sue funzioni spiccatamente orientate al multimediale: lettore mp3, fotocamera digitale da 5 megapixel, videocamera digitale con registrazione in qualità DVD-Video, mini-PC per lavoro in ufficio, agenda, registratore vocale, console giochi, sensori di movimento a tre assi, GPS e telefonia VoIP.

### Il display
Il display dell'N95 è un TFT da 2.6” e 320x240 pixel a 16 milioni di colori.

### Connettività
Questo smartphone è dotato di connessioni Bluetooth 2.0 con EDR, infrarossi (IrDA), WI-FI b/g fino a 54 Mbit/s, UMTS/HSDPA, USB, UPnP e dei profili Bluetooth: A2DP (per la distribuzione di audio), AVRCP (per il controllo a distanza di: chiamate, volume e riproduzione di audio e video), HIDP (per il collegamento di periferiche come tastiere senza fili), FTP (per il trasferimento di file in Internet), SP (per la sincronizzazione a distanza).

### Memoria e Sistema Operativo
La memoria interna di 260 MB, di cui 125 circa occupati dal sistema operativo, si può espandere fino a 16 GB tramite schede di memoria MicroSD HC (TransFlash). Il sistema operativo integrato è Symbian 9.2 release 3 serie 60. La navigazione in Internet è garantita dal browser basato su KHTML ma è possibile installare browser alternativi, che garantiscono più velocità di quello integrato.

### Funzionalità avanzate
Il browser integrato con l'accoppiata panoramica pagina-mini mappa sa offre un'esperienza buona tenuto conto che si tratta di un cellulare. Comodo anche il blocco popup, la gestione dei preferiti e dei feed RSS. L'uscita video presente permette la trasmissione audio/video ad un televisore compatibile tramite connettore RCA.Tra i servizi di navigazioni compatibili con questo terminale si contano Nokia Maps (integrato), Smart2go, Route 66, TomTom (non più supportato dal produttore), Sygic oppure Garmin Mobile XT.

## Specifiche tecniche
| Tipologia: five-mode GSM/EDGE/GPRS/UMTS/HSDPA |
| Frequenza: HSDPA 2100, EGSM 900, GSM 850/1800/1900 MHz (EGPRS) |
| Dimensioni |
| Volume: 90 cc |
| Massa: 120 grammi |
| Lunghezza: 99 mm |
| Altezza: 53 mm |
| Spessore: 21 mm |
| Memoria |
| Interna: 128 MB espandibile con MicroSD (TransFlash), 8 GB dinamica non espandibile nella versione 8gb                                                                     |
| Massima espansione: 16 GB |
| Batteria |
| Modello: BL-5F |
| Amperaggio: 950 mAH |
| Durata in standby: 225 ore |
| Durata in conversazione: 215 minuti |
| Display |
| Dimensioni: 2.6 pollici |
| Tipologia: TFT con luminosità regolabile automaticamente tramite sensore                                                                                                   |
| Risoluzione: QVGA (240x320 pixel), 16.773.542 colori e 24 bit di profondità                                                                                                |
| Dotazione software |
| Sistema operativo. Symbian 9.2 release 3 Serie 60 |
| Adobe Reader LE 1.5 for Symbian |
| Zip Manager per creare e leggere file .zip |
| Lettore Flash |
| Supporto Nokia Lifeblog 2.0 |
| Web Browser |
| Editor immagini |
| Editor video |
| Convertitore universale |
| Calcolatrice |
| Registratore vocale |
| Note TXT |
| File ed applicazioni compatibili |
| Audio: ACC, eACC+, ACC+, MP3, MP4, midi, WMA, WAV |
| Video: 3gp, mp4, mpeg4, H.264/AVC, H.263/3gpp, Real Video 8/9/10 |
| Immagini: gif, jpg, jpeg, exif |
| Ufficio: xls, ppt, txt, pdf, file flash |
| Applicazioni basate su JAVA e MIDP 2.0, CLDC 1.1 (J2ME) e compatibili con Symbian Serie 60 3rd edition                                                                     |
| Dotazione hardware |
| Acceleratore grafico |
| 2 Altoparlanti stereo con effetto 3D |
| Sensore di luminosità |
| Sensori movimento a tre assi |
| Sensore di prossimità |
| Immagini |
| Risoluzione: 5 megapixel (2592 x 1944 pixel), ottica Carl Zeiss, obiettivo Vario-Tessar                                                                                    |
| Connessione diretta alla TV tramite Nokia Video Connectivity Cable o tramite WLAN/UPnP                                                                                     |
| Autofocus: SI |
| Modalità Flash: automatico, acceso, spento, anti-occhi rossi |
| Stabilizzatore d'immagine: SI |
| Modalità macro: SI |
| Regolazione esposizione: SI |
| Bilanciamento del bianco: automatico (normale), soleggiato, nuvoloso, incandescente, fosforescente                                                                         |
| Scene: normale, personalizzata, ritratto, macro, landscape, sport, notte (con e senza flash)                                                                               |
| Colori: normale, seppia, bianco e nero, negativo, vivace |
| Zoom: 20x digitale |
| Formato file: JPEG, EXIF |
| Risoluzione seconda fotocamera: CIF (352 x 288) |
| Note: la seconda fotocamera è dotata di zoom 2X ma manca il bilanciamento di colori e lo stabilizzatore di immagine (essendo concepita appositamente per la videochiamata. |
| Video |
| Risoluzione: VGA 640x480 pixel 30 fotogrammi per secondo (qualità DVD) |
| Autofocus: SI |
| Modalità di ripresa: automatica (giorno), modalità notturna |
| Stabilizzatore video: SI |
| Bilanciamento del bianco: automatico (normale), soleggiato, nuvoloso, incandescente, fosforescente                                                                         |
| Colori: normale, seppia, bianco e nero, negativo, vivace |
| Zoom: 6x digitale |
| Formato file: mp4, 3gpp |
| Audio video: AAC stereo a 96 |
| Possibilità di conversione: SI |
| Risoluzione seconda fotocamera: CIF (352x288) |
| Note: la seconda fotocamera può registrare anche brevi filmati (di qualità scarsa però)                                                                                    |
| Musica e radio |
| Equalizzatore e playlist |
| Supporto OMA \DRM 2.0 & WMDRM |
| Radio FM stereo (87.5 – 108 MHz / 76-90 MHz) |
| Supporto Visual Radio |
| Connettività |
| Bluetooth 2.0 con EDR |
| IrDA (Infrarossi) |
| WI-FI |
| UPnP |
| USB (connettore mini) |
| Uscita cuffie stereo Jack 3.5 mm |
| Contenuto della confezione di vendita |
| Nokia N95 |
| Cavo di connessione video Nokia CA-75U |
| Cavo USB Nokia DKE-2 |
| Auricolare HS-45, AD-43 |
| Batteria Nokia BL-5F (BL-6F nella versione 8GB) |
| Caricabatterie da viaggio Nokia AC-5 |
| Caricabatterie veicolare Nokia DC-4 |
| Manuale d'uso |